# 高怡邨

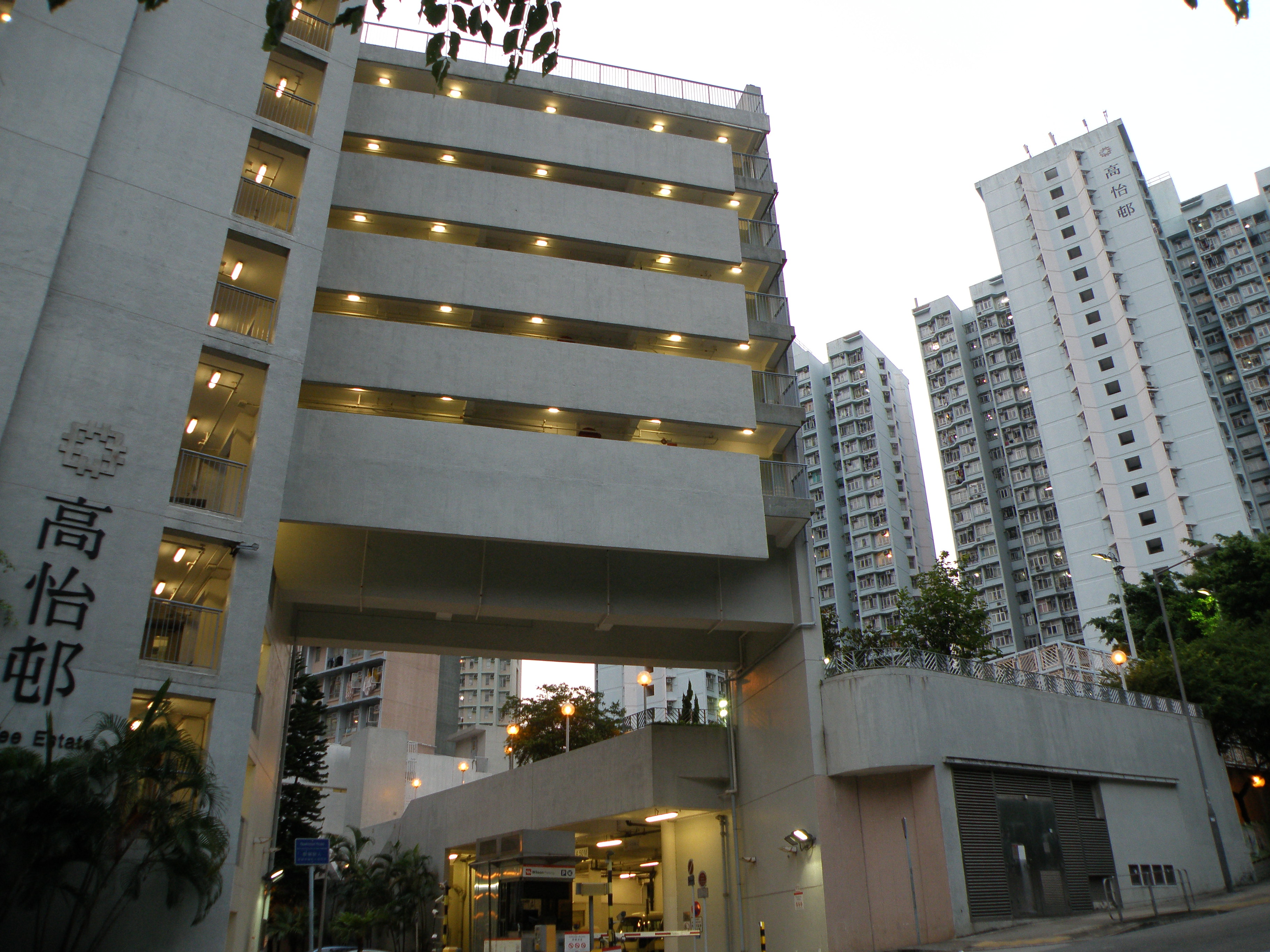
高志樓及高遠樓

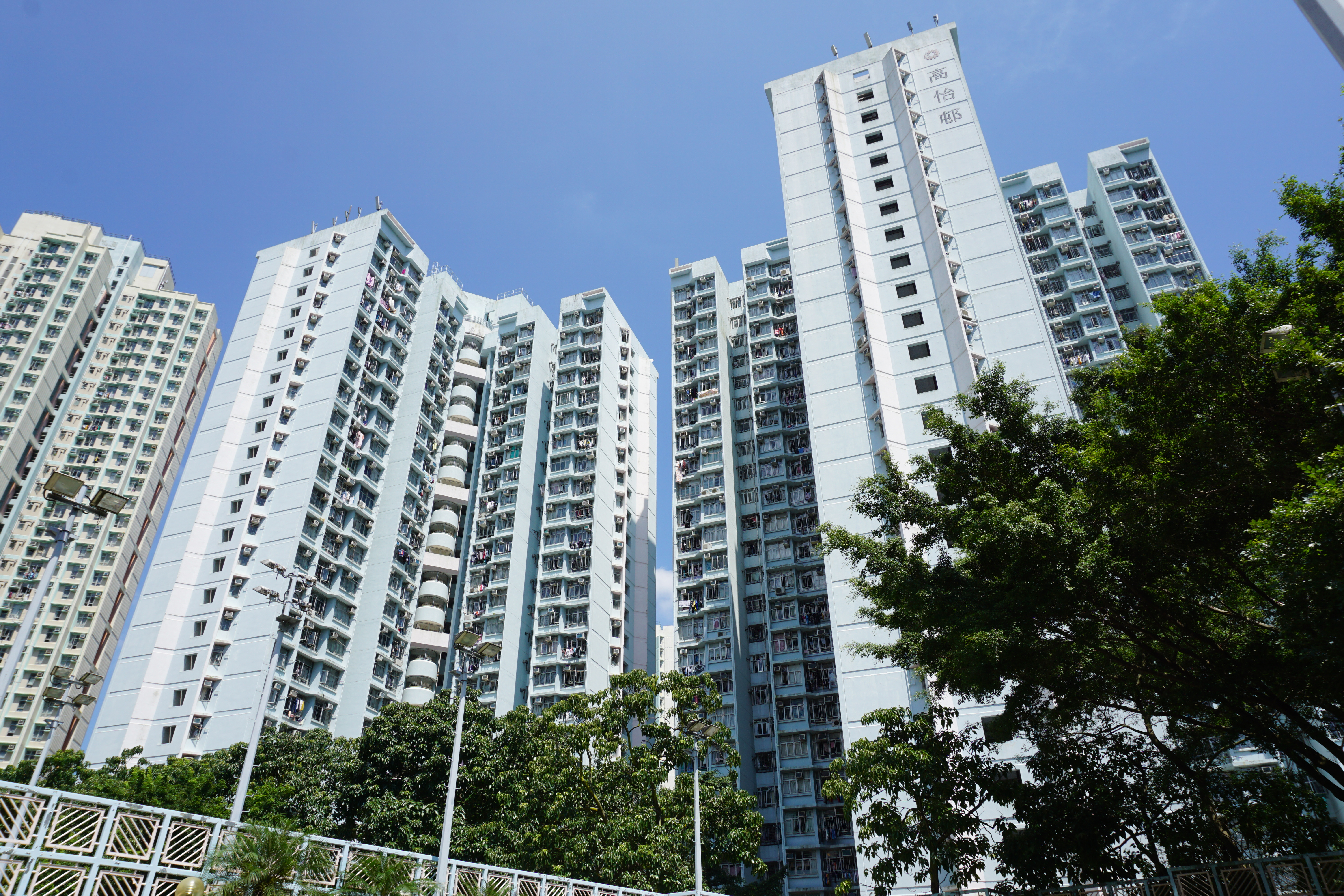
高志樓及高遠樓

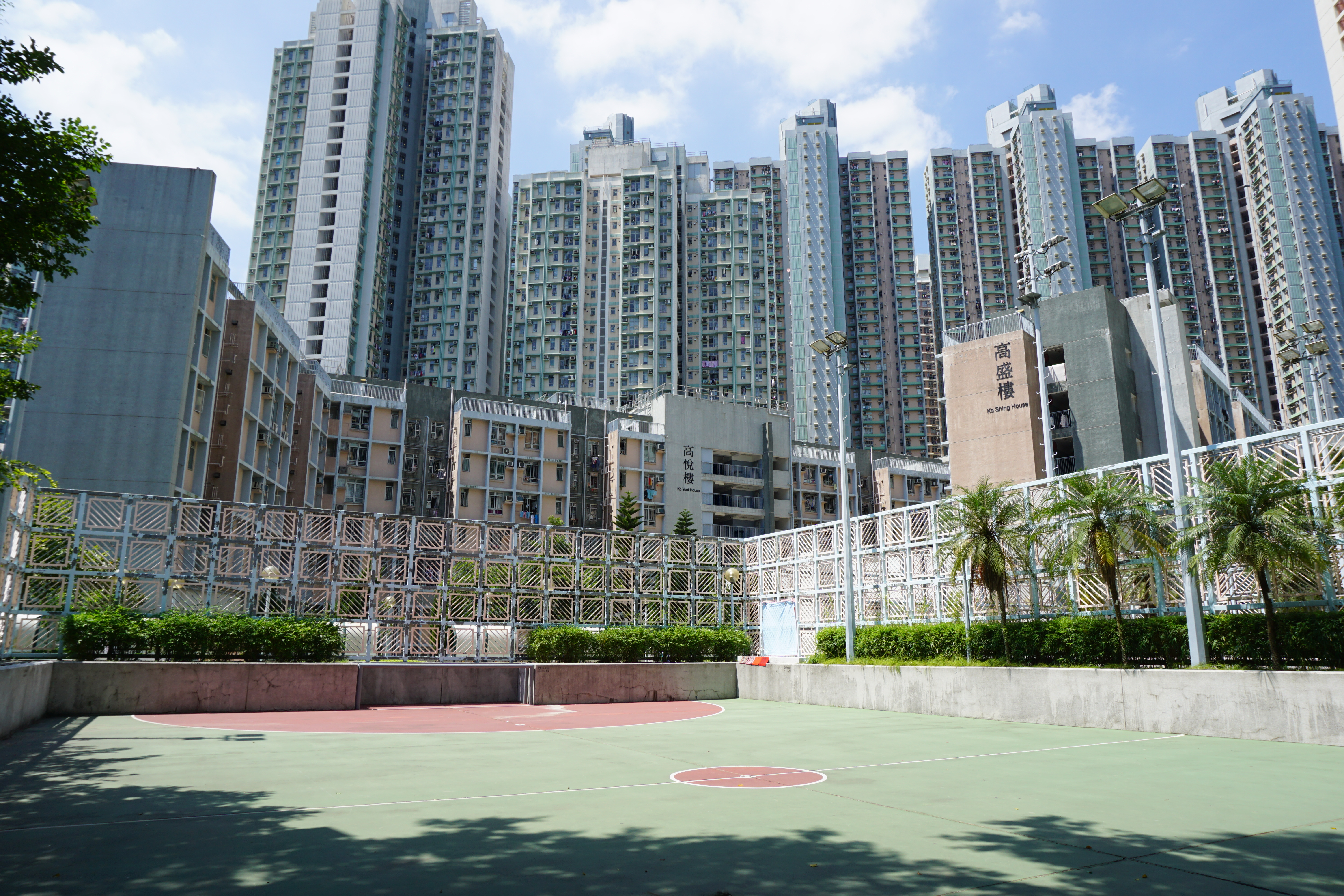
足球場、高悅樓及高盛樓

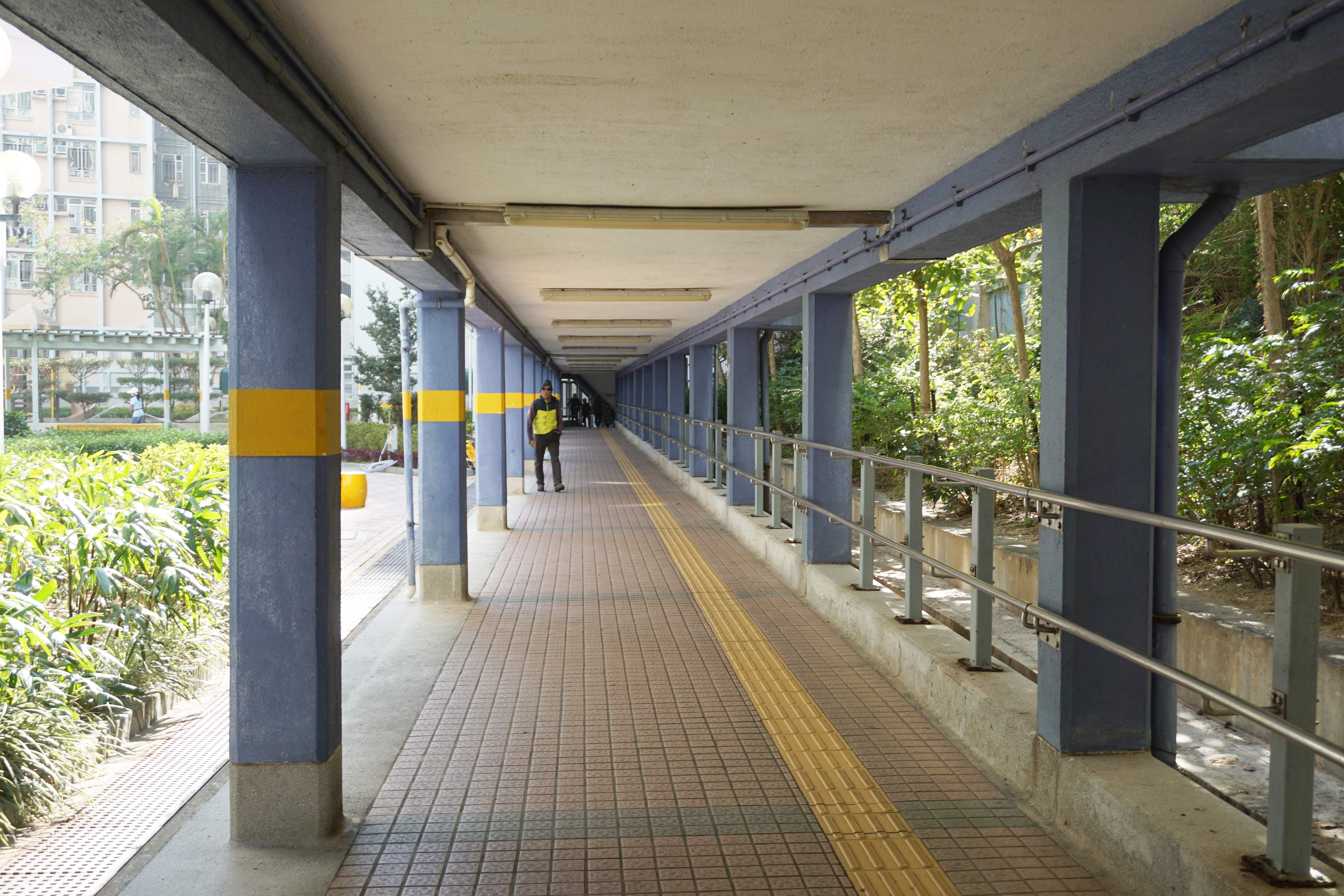
有蓋行人通道

高怡邨（英語：Ko Yee Estate）是香港的一個公共屋邨，位於九龍觀塘區油塘東南部，分別於1994年及2000年入伙。

## 歷史
前身為高超道邨第3至6座，於1972年落成，1991年展開清拆工程，清拆時樓齡只有19年。
其後，該等樓宇重建為4座新式設計大廈，部分單位用於接收原高超道邨第1-2座的居民。

## 屋邨資料
全邨共有四座樓宇，其中高志樓及高遠樓為和諧一型設計，不過因為落成時受啟德機場高度限制的影響而只有24層高，故此該等樓宇並非採用和諧一A型。
而在原訂靈活式校舍位置加建的高盛樓及高悅樓，由許李嚴建築師事務所（嚴迅奇）設計，外型呈V字型；由於設計期間因為啟德機場高度限制關係，故只有8層高；低層的長者住屋有3條通道連接該兩座樓宇。

### 樓宇
| 樓宇名稱（座號）          | 門牌號碼   | 樓宇類型                  | 落成年份 | 層數 | 每層伙數                           | 每座單位總數（伙） | 建築師                                            | 承建商   | 提供升降機的廠商 | 期數 |
| ------------------------- | ---------- | ------------------------- | -------- | ---- | ---------------------------------- | ------------------ | ------------------------------------------------- | -------- | ---------------- | ---- |
| 高志樓（第1期第1座）      | 高超道28號 | 和諧一型第一款 （第一代） | 1994年   | 24   | 14（1樓） 16（2-3樓） 18（4-24樓） | 424                | 房屋署建築師                                      | 瑞安建業 | 奧的斯           | 1    |
| 高遠樓（第1期第2座）      | 高超道28號 | 和諧一型第一款 （第一代） | 1994年   | 24   | 16（1樓） 18（2-24樓）             | 430                | 房屋署建築師                                      | 瑞安建業 | 奧的斯           | 1    |
| 高盛樓（第2期第1座／A座） | 高超道28號 | 小型單位大廈七型          | 2000年   | 8    | 21                                 | 168                | 房屋署建築師（2）、 許李嚴建築師事務所 （嚴迅奇） | 創業建築 | 三菱             | 2    |
| 高悅樓（第2期第2座／B座） | 高超道28號 | 小型單位大廈七型          | 2000年   | 8    | 20                                 | 160                | 房屋署建築師（2）、 許李嚴建築師事務所 （嚴迅奇） | 創業建築 | 三菱             | 2    |

### 設施

#### 商業設施及停車場
- 辦館及停車場

#### 社區服務設施及休憩用地
- 排球場及五人足球場（高遠樓前）
- 2個遊樂場
- 閱覽中心（高志樓地下）
- 空地（高志樓前）
- 流動圖書館

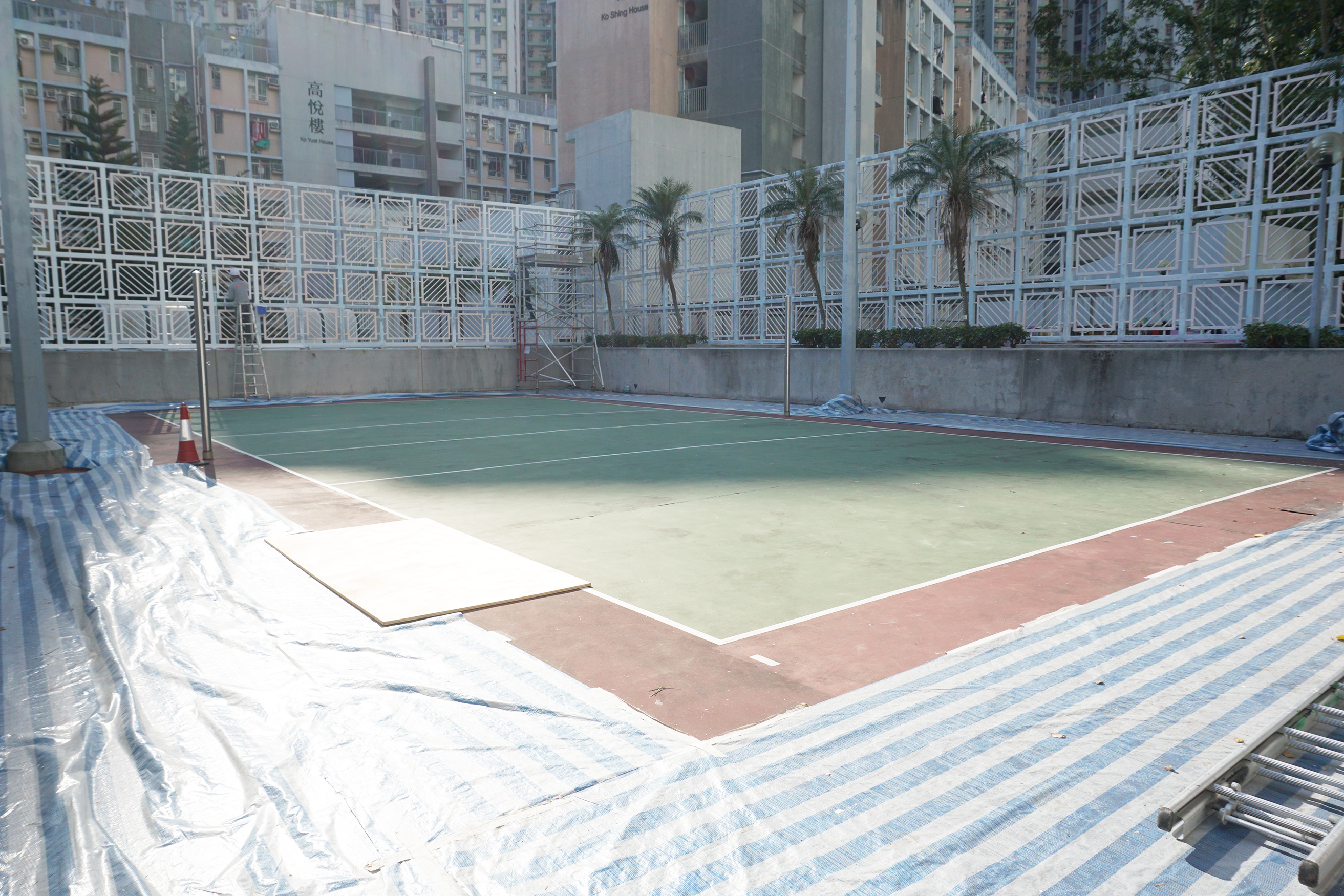
排球場
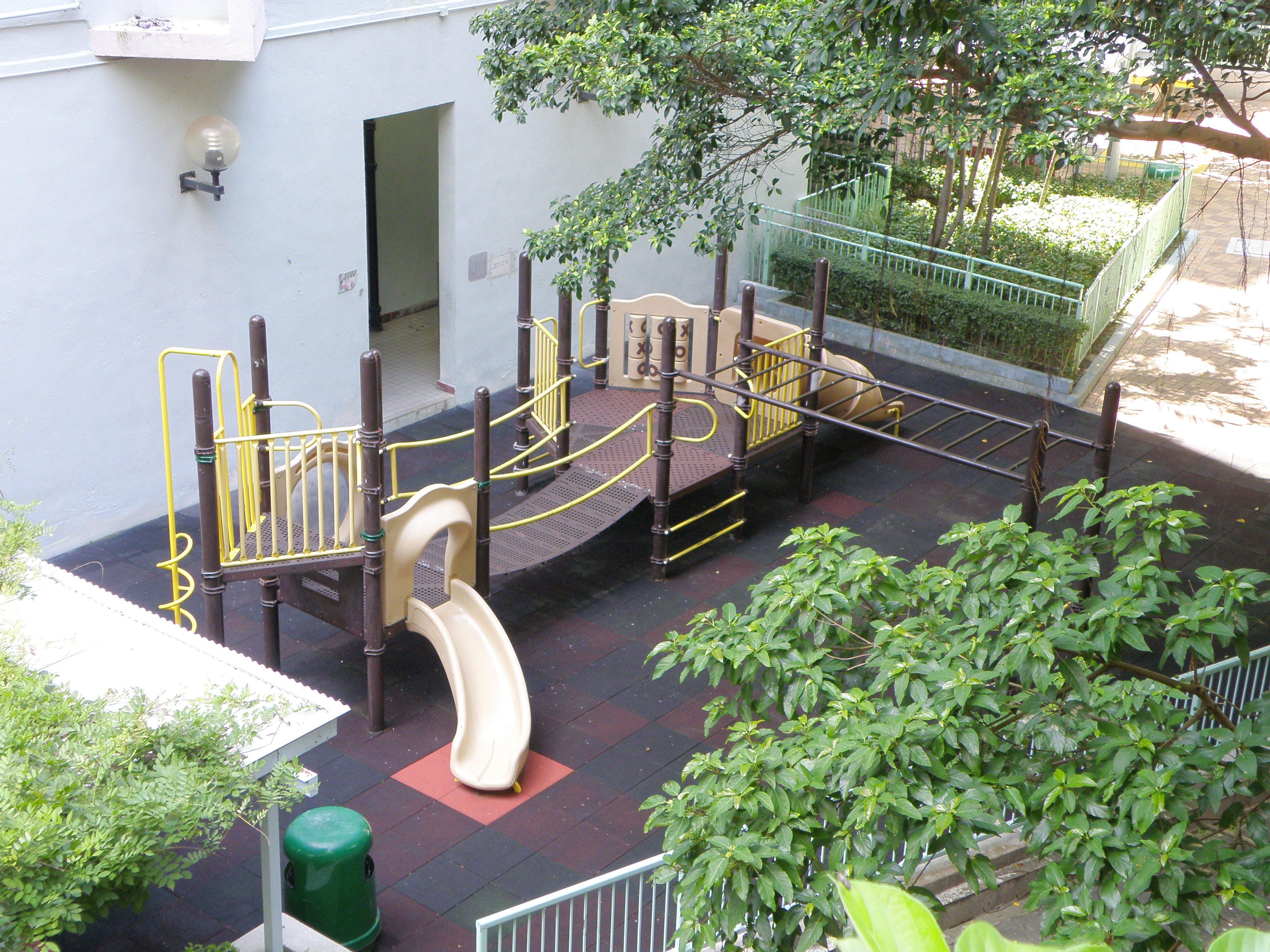
兒童遊樂場
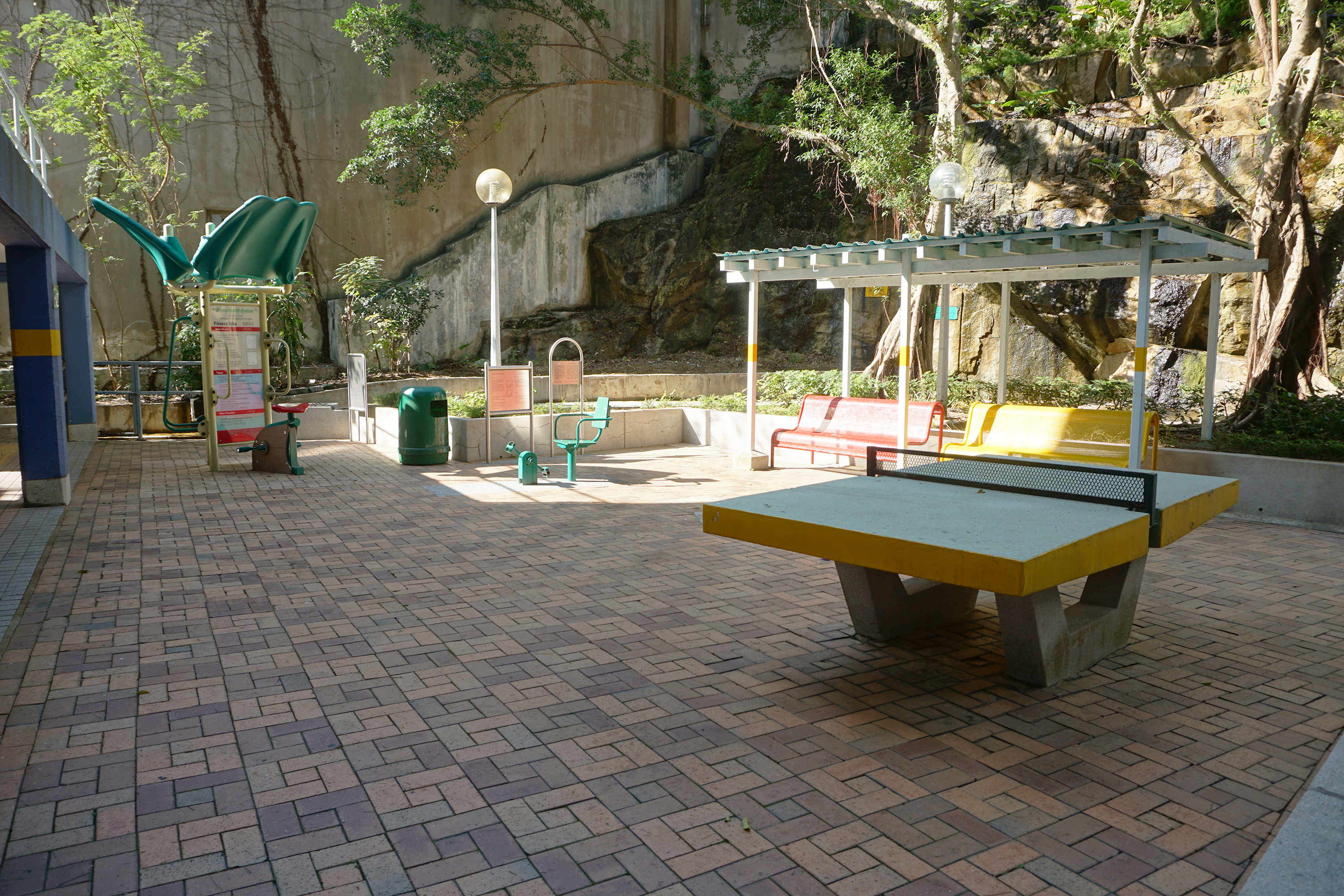
健體區及乒乓球桌
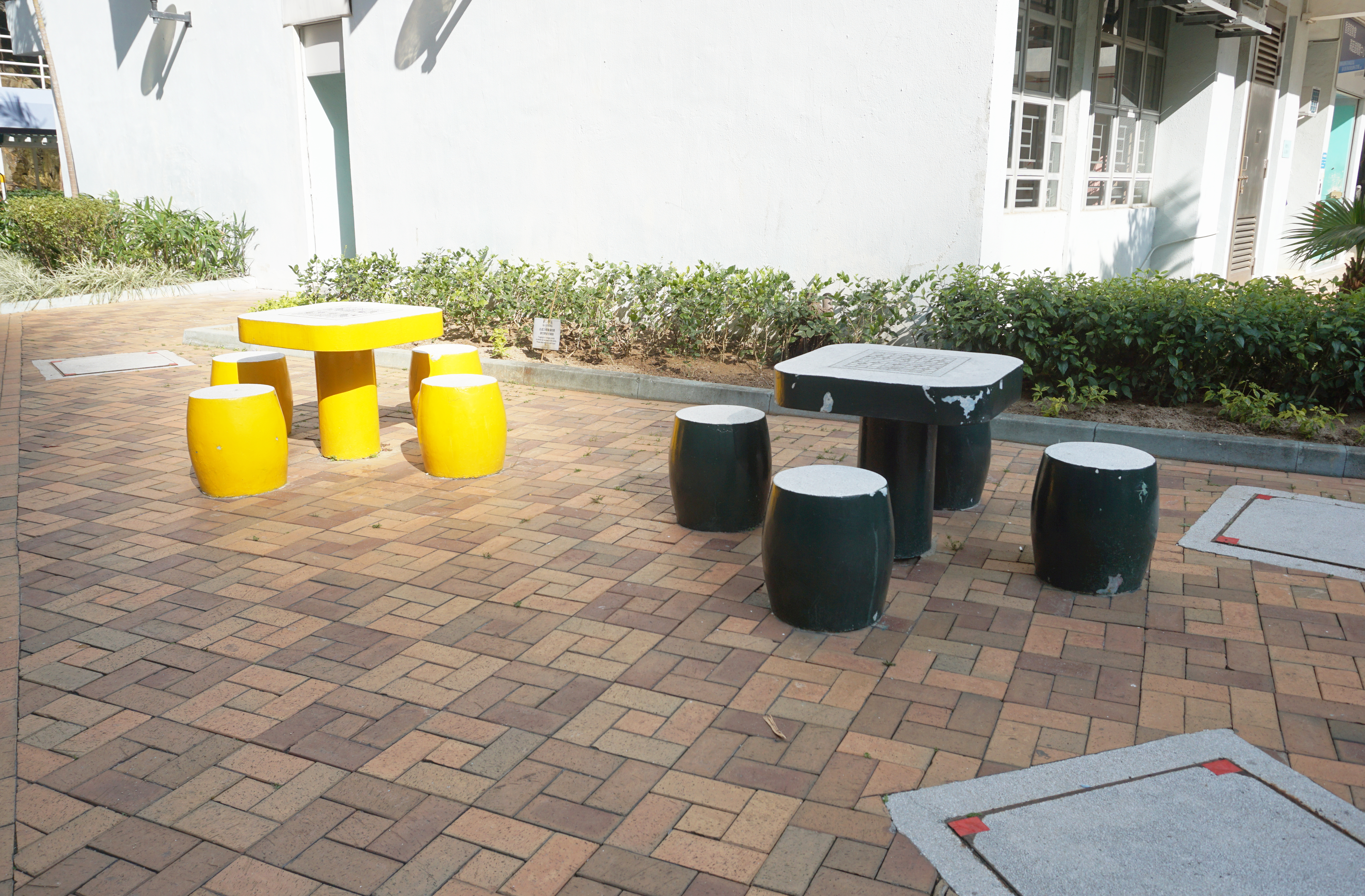
棋藝區
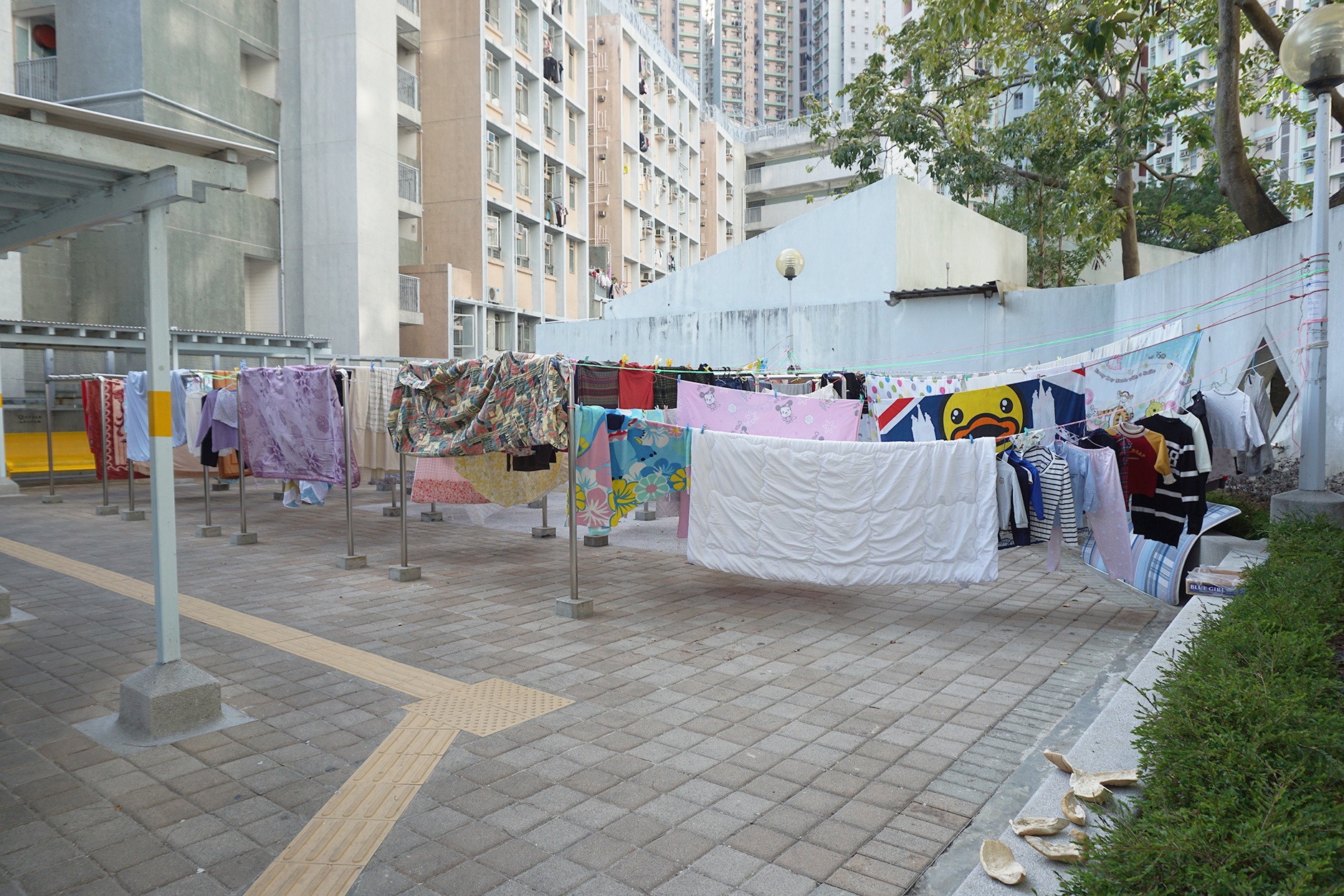
曬衣架

## 教育設施

### 幼稚園
- 基督教香港崇真會安怡幼兒學校 （2000年創辦）（位於高盛樓地下）

## 外部連結
- 房屋署高怡邨資料 （页面存档备份，存于）
- 高怡邨及停車場
- 港島及九龍區流動圖書館開放時間及地址
- 觀塘區巴士線 （页面存档备份，存于）
- 觀塘區紅色小巴線